# История на Азия
Историята на Азия може да се разглежда като обща история на няколко отделни периферни крайбрежни региони като Източна Азия, Южна Азия, Югоизточна Азия и Близкия Изток, свързани с Евразийската степ.
Homo erectus преминава от Африка в Азия през горния палеолит, и по-късно Homo sapiens се разпространява в средния палеолит. Последва седиментация през периода на неолита. Крайбрежната територия в миналото е дом на някои от най-ранните известни цивилизации и религии в света, като всеки от трите региона се развива около плодородните речни долини. Тези долини са плодородни, тъй като почвата там е богата и може да роди много кореноплодни. Цивилизациите в Месопотамия, Индия и Китай имат много прилики и вероятно си разменят технологии и идеи като математиката и изобретяването на колелото. Писмеността вероятно се развиват индивидуално във всяка област. Градове, държави и империи възникват и се развиват в тези места.
Упадъкът на тези цивилизации и култури е причинен от големите номадски миграции от началото на Средновековието. Степният регион отдавна е обитаван от номади и от централните степи те достигнат до всички райони на азиатския континент. Северната част на континента, обхващаща голяма част от Сибир, е недостъпна за степните номади поради гъстите гори и тундрата. Тези райони в Сибир са много слабо населени. Отделните региони са разделени от планини и пустини. Кавказ, Хималая, пустинята Каракум и пустинята Гоби образуват прегради, през които степните конници преминават с много трудности. Докато технологично и културно жителите на града са по-напреднали, във военно отношение те могат да направят много малко да се защитят срещу ордите на степта. В низините обаче нямат достатъчно открити пасища, за да поддържат голяма конна сила. Така номадите, които завладяват държави в Близкия изток, скоро са принудени да се адаптират към местните общества и обстоятелства.
Част от историята на Азия включва търговията по Пътя на коприната, който разпространява култури, езици, религии и болести в цялата афро-евразийска търговия. Друг основен напредък е изобретяването на барута в средновековен Китай, по-късно разработена от ислямските барутни империи, главно от моголите и сафавидите, което води до напреднала война чрез използването на оръжия.

## Праисторическа Азия
Праисторическа Азия се отнася до събития в Азия през периода на човешкото съществуване преди изобретяването на писмените системи или писаната история. Това включва части от евразийската сухопътна маса, която понастоящем или традиционно се счита за континент Азия. Континентът обикновено се описва като регион на изток от Урал, Кавказ, Каспийско море и Черно море, ограничен от Тихия, Индийския и Северния ледовит океан. Лахурадева е най-ранното неолитно селище в цяла Южна Азия. Праисторическият сайт Бейфуди в близост до Иксиан в провинция Хъбей, Китай, съдържа реликви от култура от около 8000–7000 г. пр.н.е. Общата разкопана площ е повече от 1200 квадратни метра, а колекцията от неолитни находки на обекта се състои от две фази.
Около 5500 г. пр.н.е. културата Тел Халаф се появява в Либия, Израел, Сирия, и северна Месопотамия, основана на земеделие. В Южна Месопотамия се развиват културите Шумер и Елам. Обейдската култура процъфтява от 5500 г. пр.н.е. нататък.

## Бронзова епоха
Халколитният период (или медната епоха) започва около 4500 г. пр.н.е., след това бронзовата епоха започва около 3500 г. пр.н.е., заменяйки неолитните култури.
Индската цивилизация е цивилизация от бронзовата епоха (3300–1300 г. пр.н.е.; зрял период 2600–1900 г. пр.н.е.), която е съсредоточена най-вече в западната част на Индийския субконтинент; счита се, че тук се заражда ранна форма на индуизма. Някои от големите градове на тази цивилизация включват Харапа и Мохенджо-Даро, които имат високо ниво на градоустройство и изкуства. Причината за унищожаването на тези региони около 1700 г. пр.н.е. е спорна, въпреки че данните показват, че е причинена от природни бедствия (особено наводнения).
Тази ера бележи ведическия период в Индия, който продължава от около 1500 до 500 г. пр.н.е. През този период се развива езика санскрит и се пишат Ведите, епични химни, които разказват приказки за богове и войни. Това е основата на ведическата религия, която в крайна сметка се усъвършенства и се превръща в индуизъм.
Китай и Виетнам са центрове на металообработването. Още от епохата на неолита, първите бронзови барабани, наречени барабани на Донг Сон, са открити в и около районите на делтата на Червената река във Виетнам и Южен Китай. Те са свързани с праисторическата култура на Донг Сон във Виетнам. В Бан Чианг, Тайланд (Югоизточна Азия) са открити бронзови артефакти, датиращи към 2100 г. пр.н.е. В Няунган са разкопани бронзови инструменти от Бирма заедно с керамика и каменни артефакти. Датирането е все още в широки размери (3500–500 г. пр.н.е.).

## Желязна епоха
През желязната епоха, освен в Близкия изток, в Индия и Китай има политически централизирани империи и градско развитие. В други региони преобладават номадските народи. Люлката на китайската цивилизация се намира в северен Китай, в басейна на Жълтата река. Полумитичната династия Ся е съвременник на Индската цивилизация. Тази династия е последвана от династиите Шан (1750 г. пр.н.е. - 1040 г. пр.н.е.) и Джоу. През този период се появява даоизмът и конфуцианството, които са повлияли мощно на по-късната китайска история.
В Западна Индия цивилизацията на индите, родена в средата на третото хилядолетие пр.н.е. изчезва хиляда години по-късно.